# Есиповская (Вологодская область)
Есиповская — деревня в Харовском районе Вологодской области.
Входит в состав Разинского сельского поселения, с точки зрения административно-территориального деления — в Разинский сельсовет.
Расстояние по автодороге до районного центра Харовска — 37,5 км, до центра муниципального образования Горы — 2,5 км. Ближайшие населённые пункты — Юдинская, Пундуга, Гора, Пауниха, Оброчная, Гороховка, Тарасовская.
По переписи 2002 года население — 10 человек.

## Население
| 2010 |
| ---- |
| 12   |